# Kirchgasse 3 (Bad Camberg)

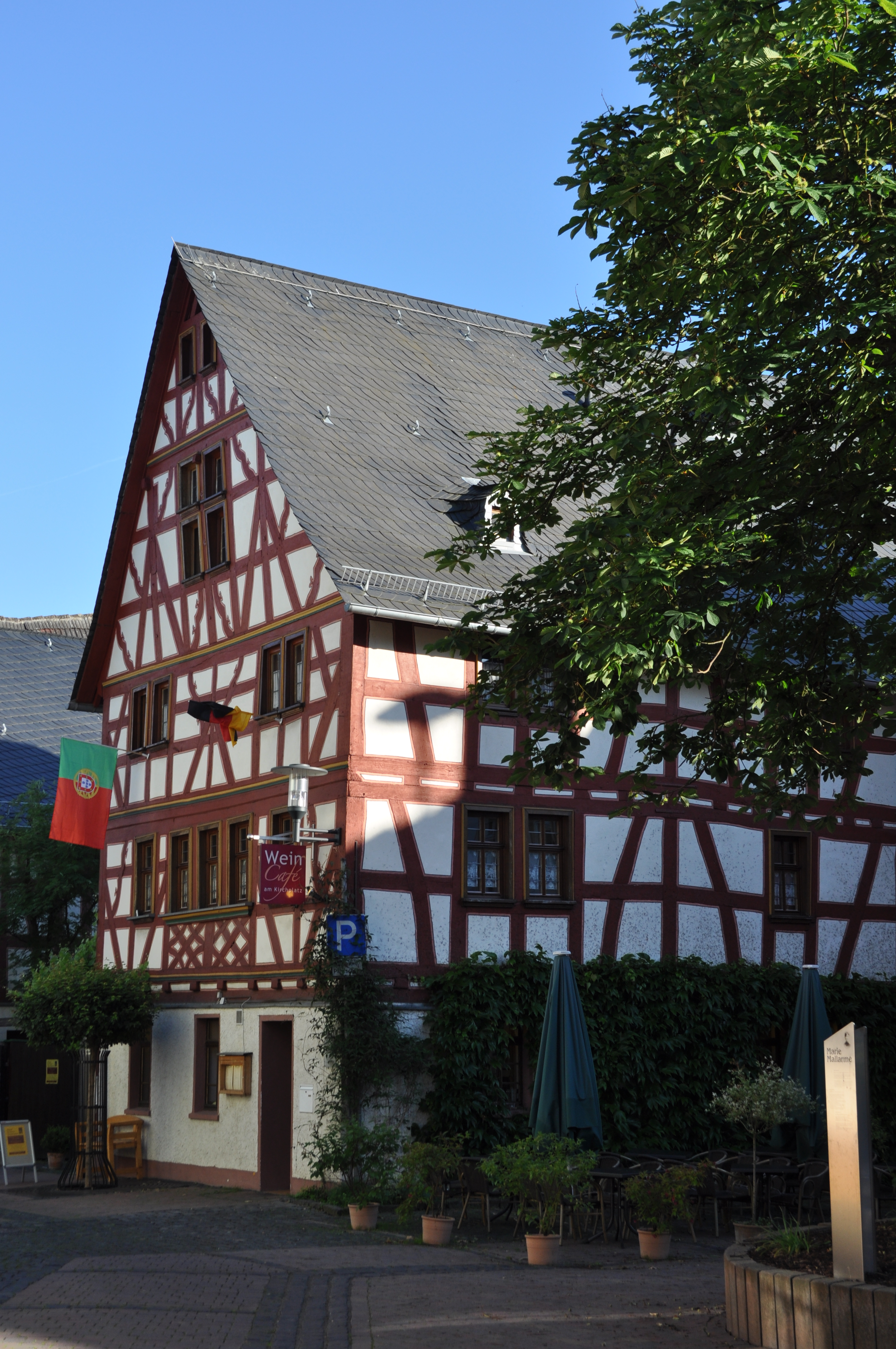
Gebäude Kirchgasse 3 in Bad Camberg

Das Gebäude Kirchgasse 3 in Bad Camberg, einer Stadt im Süden des mittelhessischen Landkreises Limburg-Weilburg, wurde 1717 errichtet. Das Wohnhaus ist ein geschütztes Kulturdenkmal.
Die parallel und giebelständig geordnete Hofreite steht zwischen der Gasse und der Stadtmauer. Das dreigeschossige Gebäude ist über dem erneuerten Erdgeschoss ein repräsentativer Fachwerkbau. Neben den durchkreuzten Brüstungsrauten bestimmen kurze und genaste Schweifbügen das Gefüge. 
Die dazugehörige Scheune ist teilweise ein Fachwerkbau mit Backsteinfüllungen aus der Zeit um 1870. Er hat ebenfalls einen Schaugiebel mit blinden Rundbogenfenstern.